# Janusz Kaczurba
Janusz Bożydar Kaczurba (ur. 17 stycznia 1938 w Mysłowicach) – polski ekonomista, dyplomata i urzędnik państwowy, doktor nauk ekonomicznych. Podsekretarz stanu w Ministerstwie Handlu Zagranicznego (1986–1987), Ministerstwie Współpracy Gospodarczej z Zagranicą (1987–1992, 1996, w tym od sierpnia do grudnia 1996 jako jego kierownik) oraz w Ministerstwie Gospodarki (1997–1999, 2001–2002).

## Życiorys
Syn Tadeusza, aplikanta sądowego, a po 1945 działacza spółdzielczego, oraz nauczycielki. W latach 1955–1961 studiował ekonomikę handlu zagranicznego w Szkole Głównej Planowania i Statystyki. W czasie studiów działał w Zrzeszeniu Studentów Polskich (jako szef rady uczelnianej) i został wiceprzewodniczącym Międzynarodowego Ruchu Studenckiego na rzecz ONZ. Wstąpił także do PZPR. W 1973 obronił doktorat z zakresu międzynarodowych stosunków gospodarczych. Kształcił się podyplomowo na Uniwersytecie Kalifornijskim w Berkeley i Uniwersytecie Chicagowskim. Autor, współautor i tłumacz 11 publikacji książkowych o tematyce gospodarczej; autor ponad 200 artykułów w prasie ekonomicznej. Został wykładowcą Akademii Finansów i Biznesu Vistula.
W latach 60. zatrudniony jako szef Wyższego Kursu Planowania Gospodarczego dla Obcokrajowców, a od 1968 w Instytucie Koniunktur i Cen Handlu Zagranicznego. Podjął pracę w dyplomacji ekonomicznej jako attaché ekonomiczny Ambasady RP w Waszyngtonie (1973–1977) i Stały Przedstawiciel Polski w GATT w Genewie (1982–1986). Od 1978 do 1982 dyrektor naczelny Instytutu Koniunktur i Cen Handlu Zagranicznego. W latach 1986–1992 i 1996–1997 pełnił funkcję wiceministra współpracy gospodarczej z zagranicą (do 1987 wiceministra handlu zagranicznego), odpowiadając za politykę handlową. Pod koniec 1996 pełnił funkcję kierownika tego resortu (w związku z jego likwidacją). Od 7 stycznia 1997 do 23 marca 1999 i ponownie od 24 października 2001 do 25 października 2002 zajmował stanowisko podsekretarza stanu w Ministerstwie Gospodarki o tym samym zakresie obowiązków. Jego dymisja w 1999 miała związek z oświadczeniem lustracyjnym z przyznaniem się do współpracy z Wydziałami IV, VII i IX Departamentu II MSW pod pseudonimem „Kaj”, mającej miejsce od początku lat 60. do lat 70. lub 80. XX wieku. Według informacji podawanych przez Kaczurbę współpraca ta „dotyczyła wyłącznie sfery zewnętrznych interesów państwa, zwłaszcza gospodarczych”.
W międzyczasie powrócił na fotel Stałego Przedstawiciela Polski przy GATT (1992–1996), został również członkiem zespołu doradców ekonomicznych prezydenta Aleksandra Kwaśniewskiego (1999–2001). Należał do zespołu negocjującego akcesję do Unii Europejskiej i koordynował działalność Polski w OECD. W latach 2002–2003 pozostawał stałym przedstawicielem PP przy Światowej Organizacji Handlu. Został następnie doradcą zarządów Krajowej Izby Gospodarczej oraz Konfederacji Pracodawców Prywatnych „Lewiatan”.
Żonaty z lekarką Marią Chalwit.

## Odznaczenia
W 2005 otrzymał Krzyż Oficerski Orderu Odrodzenia Polski.